# Alter Israelitischer Friedhof (München)

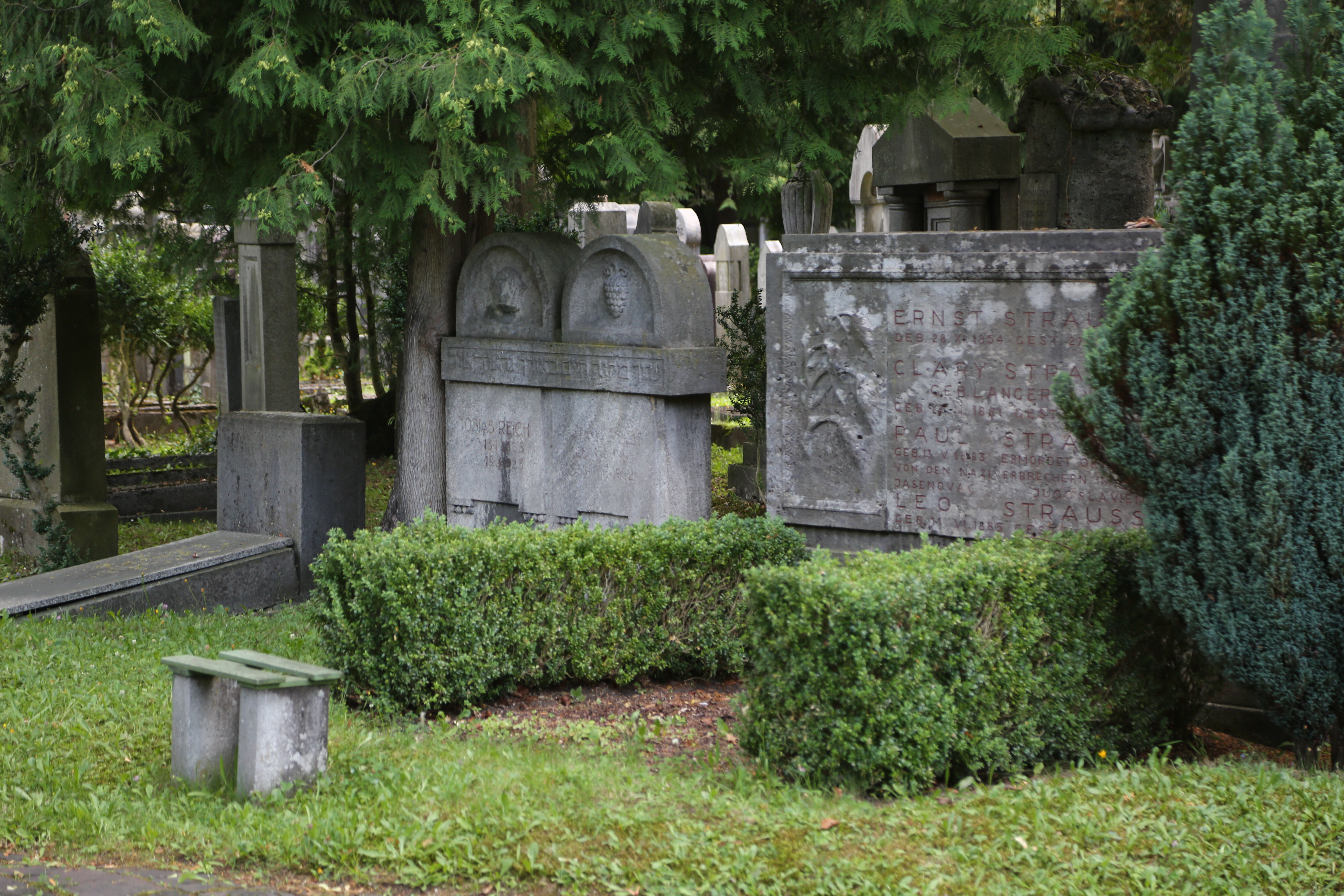
Alter Israelitischer Friedhof

Der Alte Israelitische Friedhof von München liegt im Stadtteil Sendling und war von 1816 bis 1907 in Gebrauch.

## Geschichte
Bereits um 1230 bestand in München ein jüdischer Friedhof. Er wird an der Stelle des heutigen Maßmannplatzes vermutet. 1442 wurden die Juden aus München vertrieben und die Synagoge und der Friedhof zerstört.
Erst gegen Ende des 18. Jahrhunderts durften sich wieder Juden in der Stadt niederlassen. 1816 gestattete der bayerische König Max I. Joseph den Bau eines neuen jüdischen Friedhofs in der Thalkirchner Straße. Er wurde insgesamt drei Mal erweitert (1854, 1871, 1881) und jedes Mal mit einer neuen Friedhofsmauer umbaut. Zu Beginn des 20. Jahrhunderts musste aufgrund fehlender Erweiterungsmöglichkeiten der Friedhof aufgegeben werden. 1907 wurde der Friedhof mit der Eröffnung des Neuen Israelitischen Friedhofs geschlossen.
Nach 1907 verstorbene Personen wurden nur an der Thalkirchner Straße begraben, wenn dort schon vorher ein Familiengrab existierte. Daher sind darunter einige im KZ Dachau ermordete Personen. Bis heute können so in seltenen Fällen noch Bestattungen im Friedhof stattfinden.

## Bebauung

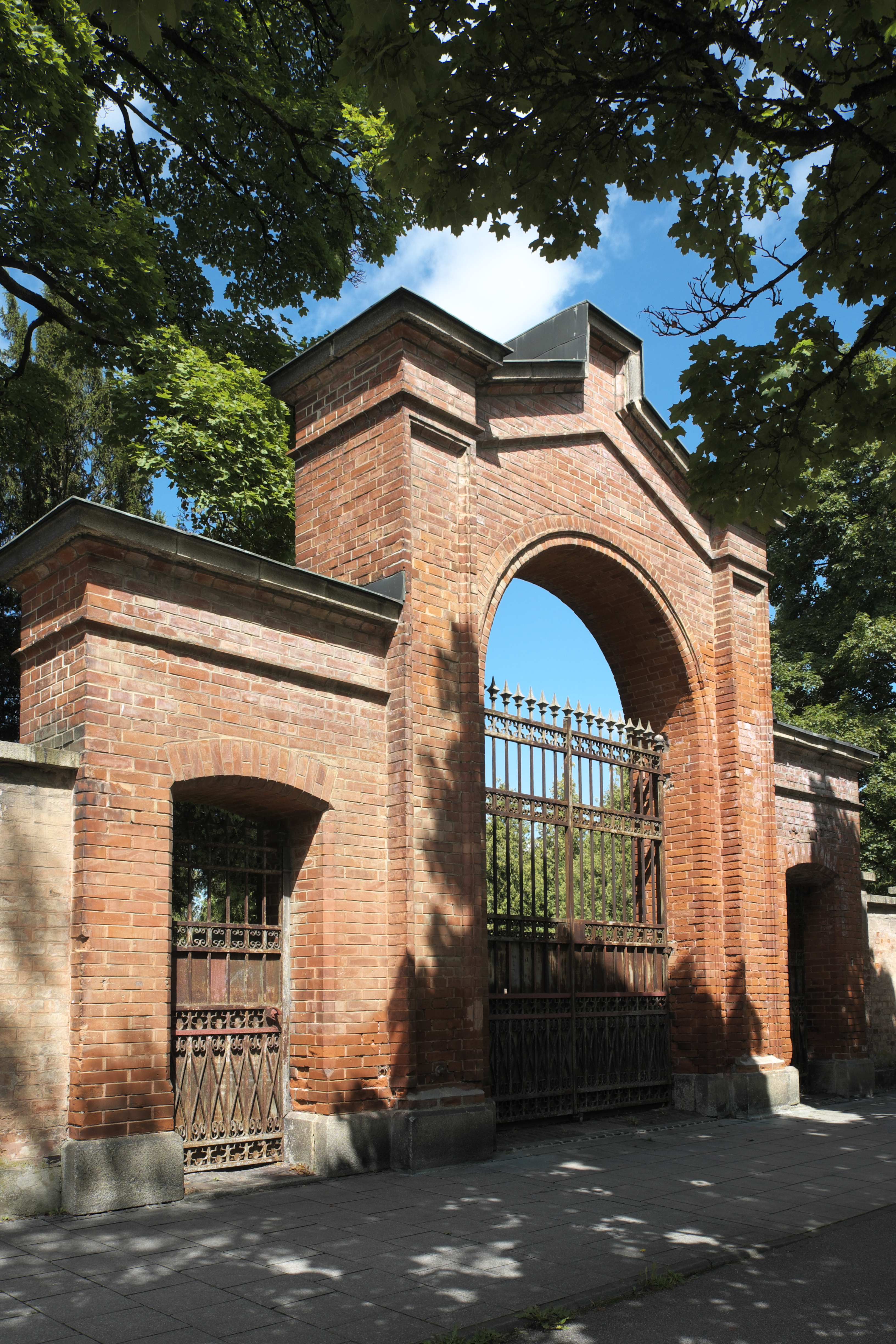
Eingang an der Thalkirchner Straße

Die Ziegelmauer von 1881 umrandet eine Fläche von 2,5 Hektar. Das imposante Eingangstor an der Thalkirchner Straße wurde mit der Schließung des Friedhofs 1907 verschlossen und seitdem nicht wieder geöffnet. Der heutige Zugang erfolgt über den ehemaligen Nebenzugang auf der Südseite.

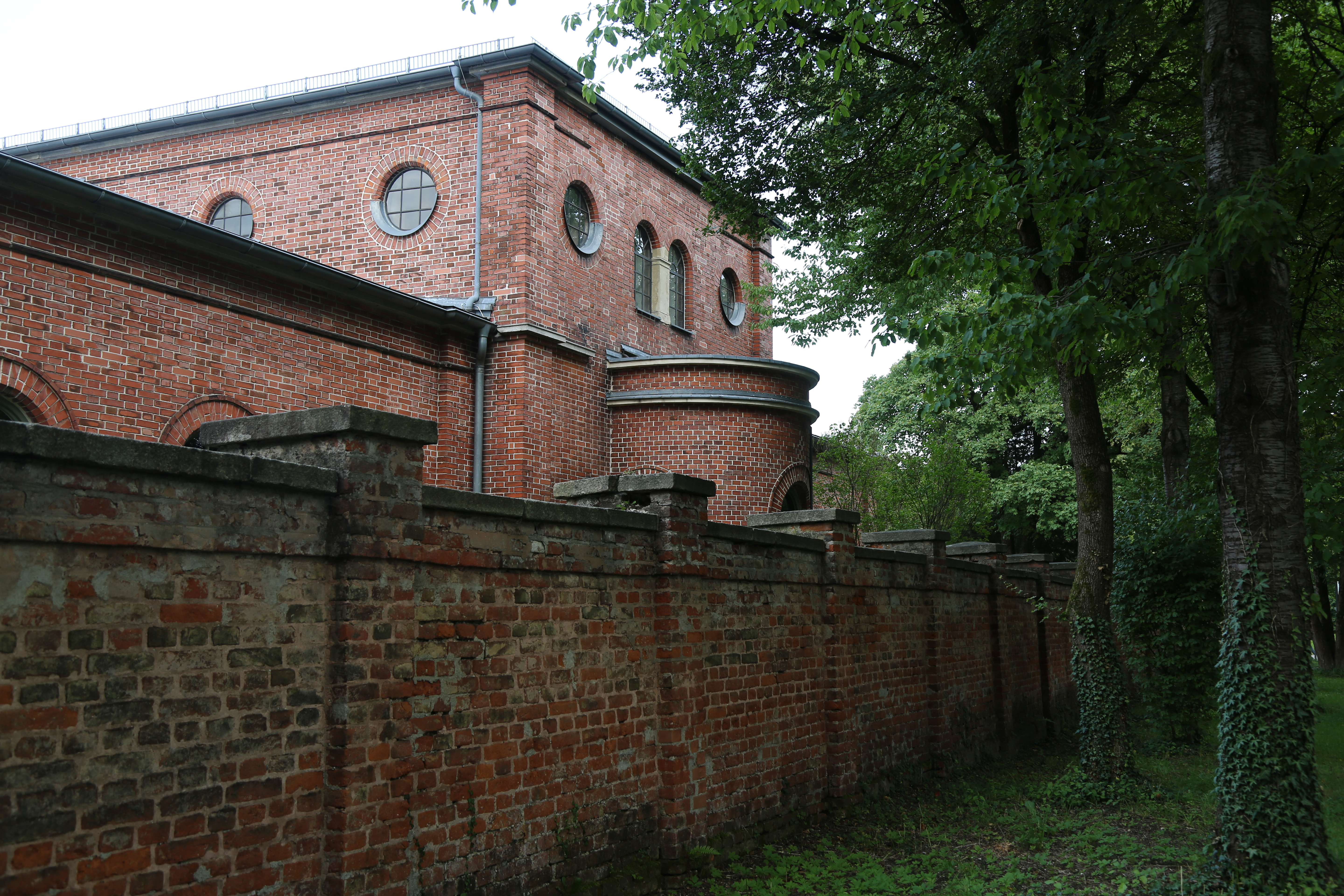
Taharahaus auf dem Alten Israelitischen Friedhof (Rückseite)

An der südlichen Friedhofsmauer befindet sich das Taharahaus aus Ziegelmauerwerk. Sie wurde 1882 an der Stelle eines wesentlich kleineren Vorgängerbaus errichtet. Das Gebäude im Rundbogenstil zeigt einen basilikalen Querschnitt. Der höhere Mittelteil besitzt eine Fassade mit übergiebeltem Pfeilerportikus. Er wurde als Trauerhalle genutzt. An den Seiten befinden sich die Nebenräume, die jeweils als Leichensaal sowie als Betsaal und Wärterwohnung dienten.
Die Gräberfelder sind mit rund 6000 Gräbern dicht belegt und, wie auf jüdischen Friedhöfen üblich, nach Jerusalem (also von München aus gesehen nach Südosten) ausgerichtet. Vermeintlich freie Stellen entstanden durch Verwitterung der Grabsteine, Bombenschäden im Zweiten Weltkrieg und Verwendung der Grabsteine als Baumaterial in der Zeit des Nationalsozialismus.

## Geschütztes Baudenkmal
In der Denkmalliste des Bayerischen Landesamtes für Denkmalpflege ist der Alte Israelitische Friedhof unter der Aktennummer D-1-62-000-6842 folgendermaßen beschrieben: „angelegt 1816, später erweitert; umgebende Mauer von 1881, mit romanisierendem Rohbackstein-Tor im Osten; in gleicher Bauweise die Trauerhalle im Süden, 1882. Mit in der Regel klassizistischen Grabdenkmälern des 19. und 20. Jahrhunderts“.

## Bepflanzung
Der relativ dichte Baumbestand besteht hauptsächlich aus Nadelbäumen (Thuja, Scheinzypresse), was auf den Münchner Friedhöfen sonst nicht üblich ist. Eine Bepflanzung der Gräber findet auf jüdischen Friedhöfen traditionell nicht statt (Ausnahmen gibt es).

## KZ-Grabstätten und Denkmal für die Opfer
Auf dem Friedhof befinden sich neun Grabstätten von Opfern der nationalsozialistischen Judenverfolgung, die zwischen 1933 und 1940 hier bestattet worden sind. Sie werden als KZ-Grabstätten von der Bayerischen Schlösserverwaltung gepflegt. Die Bestatteten sind:
- Karl Bick (1878–1940), Kaufmann, Suizid
- Gustav Böhm (1880–1938), Rechtsanwalt, im KZ Dachau ermordet
- Karl Feust (1887–1938), Rechtsanwalt, nach Misshandlungen im KZ Dachau gestorben
- Bernhard Haas (1871–1938), Gutsbesitzer, im KZ Dachau ermordet
- Erwin Kahn (1900–1933), angeblich im KZ Dachau „auf der Flucht“ angeschossen und verstorben. Tatsächlicher Umstand: Im KZ Dachau wurden drei vermeidlich (jüdische) Kommunisten willkürlich aufgerufen, von denen einer ebenfalls Kahn hieß. Da Erwin Kahn annahm, dass er gemeint sei, trat er ebenfalls vor. Vom SS-Wachpersonal wurden dann auf diese vier Häftlinge geschossen. Während drei Häftlinge sofort tot waren, überlebte Kahn mit zwei Kopfschüssen schwerverletzt und wurde dann in die Chirurgischen Uniklinik in der Nußbaumstraße verbracht und dort notoperiert. Am Karsamstag, 15. April 1933 wurde er von seiner Frau besucht, der er die Geschichte erzählte. Einen Tag später war er tot. Die Obduktion ergab, dass er erwürgt wurde. In der Presse wurde dies nicht berichtet, um die Flucht-Geschichte nicht zu konterkarieren.[2]
- Max Luber (1869–1939), im KZ Dachau ermordet
- Albert Neustätter (1874–1938), Kaufmann, im KZ Dachau ermordet
- Hans Schloss (1901–1938), Kaufmann, im KZ Dachau ermordet
- Alfred Strauss (1902–1933), Rechtsanwalt, im KZ Dachau ermordet

Im Juni 2008 wurde ein Denkmal zur Erinnerung an die Opfer im Eingangsbereich des Friedhofs eingeweiht. Das aus mehreren Granitblöcken bestehende Denkmal wurde von dem Münchener Bildhauer Nikolaus Gerhart geschaffen und aus dem Vermächtnis des Sohnes von Bernhard Haas, einem der Opfer, finanziert.

## Friedhofsschändungen
1950 wurden circa 50 Kupfer- und Bronzegrabplatten gestohlen, 1966, 1971 und 1980 wiederholt Gräber und Grabsteine zerstört. Bei der schwersten Schändung im Jahr 1980 warfen Jugendliche insgesamt 270 Grabsteine um.

## Sonstiges
Der Friedhof ist nicht öffentlich zugänglich, nur Angehörige von Bestatteten dürfen den Friedhof betreten. Für Interessierte werden mehrmals im Jahr Führungen der Volkshochschule München angeboten.

## Gräber bekannter Persönlichkeiten
- Hirsch Aub (1796–1875), Rabbiner in München
- Heinrich Aufhäuser (1842–1917), Bankier, Vorstand der israelitischen Kultusgemeinde in München
- Michael Beer (1800–1833), Dichter, Bruder von Giacomo Meyerbeer, Grabdenkmal von Leo von Klenze auf Anweisung von Ludwig I. (Bayern). (Für Michael Beer gibt es einen zweiten Grabstein im Berliner Familiengrab.)
- Max Grünbaum (1817–1898), Orientalist und Hebraist
- Hessekiel Hessel (1755–1824), Rabbiner, erster Gemeindevorsteher der Münchner jüdischen Gemeinde
- Salomon Hirschfelder (1831–1903), Genremaler, Erfinder eines speziellen Fotoapparats
- Carl Maison (1840–1896), Kaufmann
- Otto Perutz (1847–1922), Chemiker und Gründer der Perutz-Photowerke
- Jacques Rosenthal (1854–1937), Buchhändler und Antiquar
- Julius Thannhauser (1860–1921), Hutmacher und Volkssänger

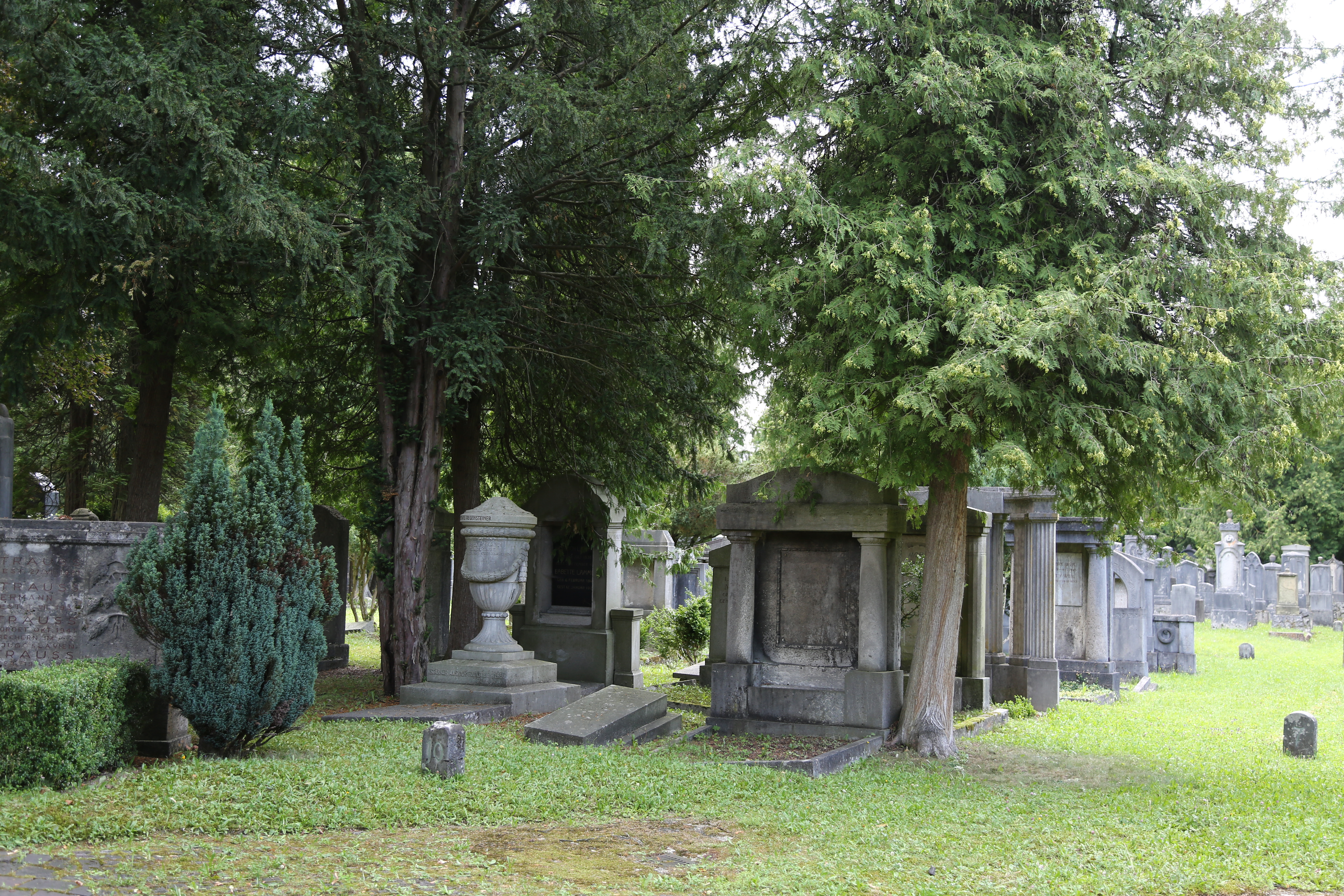
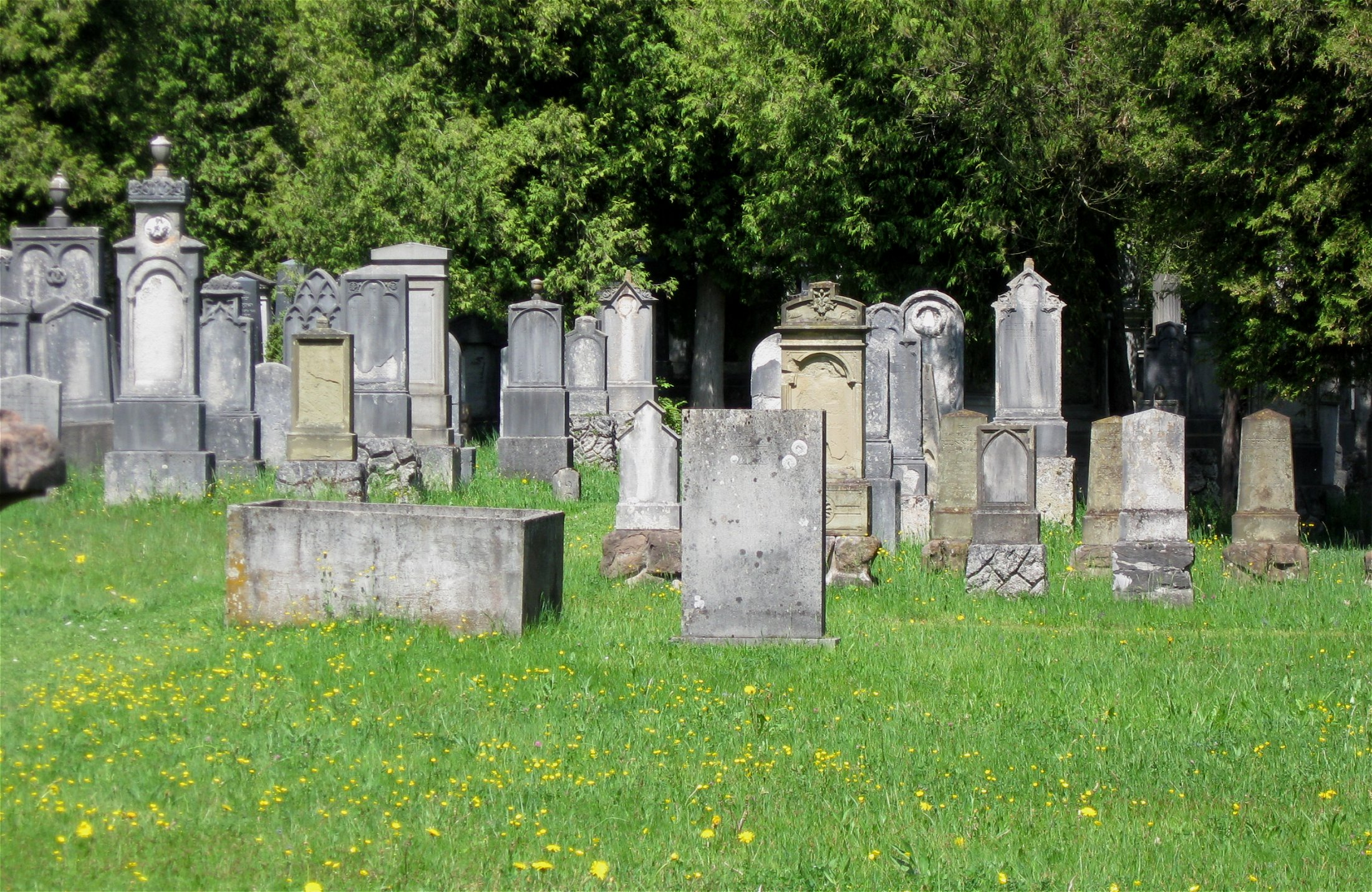
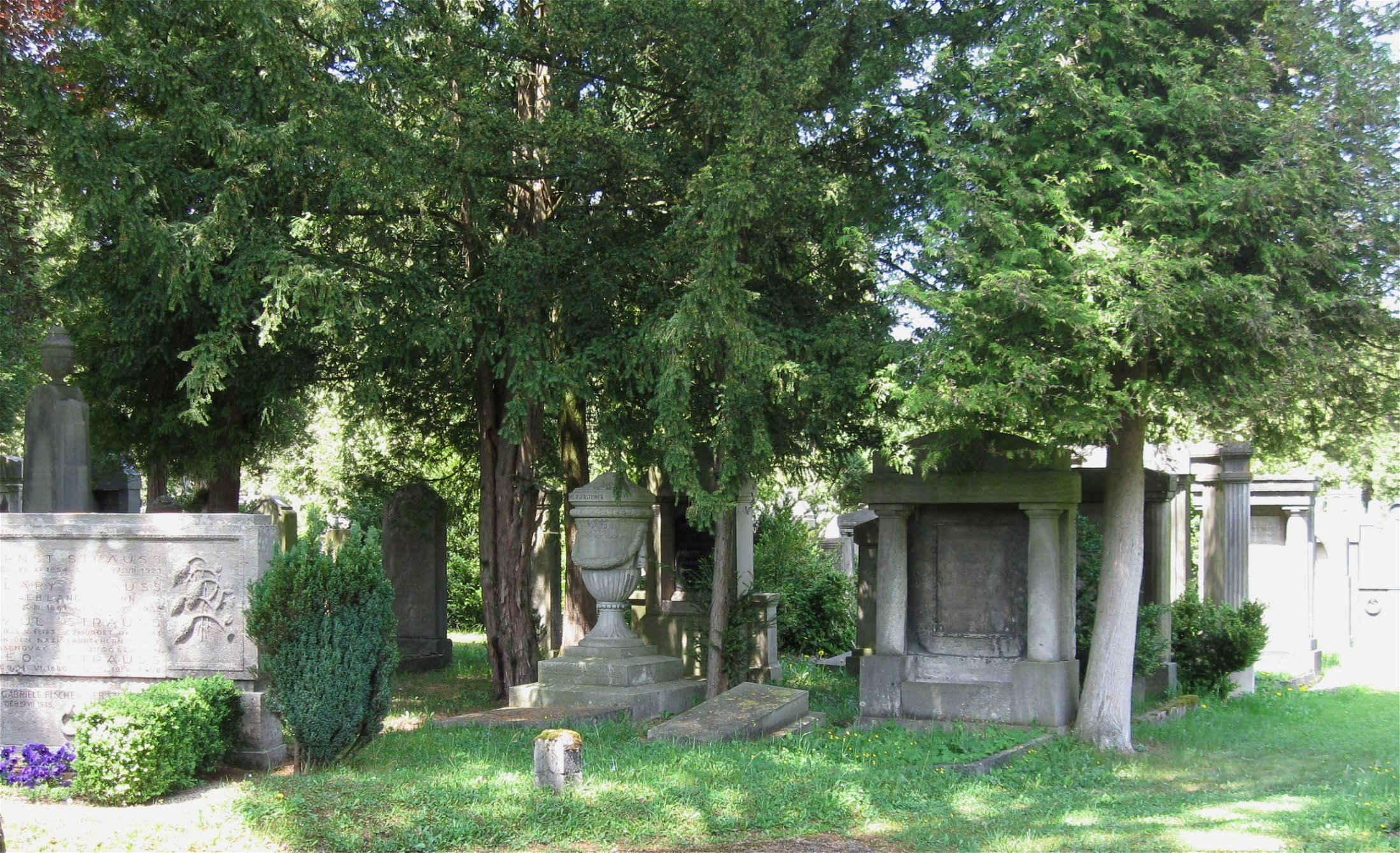

## Dokumentarfilm
- 2014: Für die Ewigkeit, Regie: Isabel Gathof & Agata Wozniak, Musik: Michaela Dietl, Schnitt: Eva Hartmann. Eine Produktion in Zusammenarbeit mit dem Jüdischen Museum München und dem Münchner Stadtarchiv. In Co-Produktion mit der HFF München[6]